# Nadia El Fani
Nadia El Fani (arabe : نادية الفاني), née le 1er janvier 1960 à Paris, est une réalisatrice, scénariste et productrice franco-tunisienne.

## Biographie
Nadia El Fani est née d'une mère française et d'un père tunisien. Son père Béchir El Fani est l'un des dirigeants du Parti communiste tunisien après l'indépendance. Elle lui consacre son film Ouled Lenine en 2008. Elle est une athée fervente, féministe et militante pour la liberté d'expression.

## Carrière
Elle commence à travailler dans le cinéma comme stagiaire en 1982, sur le film Besoin d'amour de Jerry Schatzberg, tourné en Tunisie. Elle devient ensuite assistante à la réalisation et travaille notamment avec Roman Polanski, Nouri Bouzid, Romain Goupil et Franco Zeffirelli,. À partir de 1990, elle réalise ses premiers courts métrages — Pour le plaisir, Fifty-Fifty, mon amour, Tant qu'il y aura de la pelloche, etc. — et crée sa propre société de production en Tunisie, Z'Yeux Noirs Movies, pour produire et réaliser ses films depuis ce pays.
Elle s'installe à Paris en 2002, durant la postproduction de son premier long métrage de fiction, Bedwin Hacker.

### Documentaires
Proche de groupes de Tunisiennes militantes, elle se lance dans le documentaire en 1993 avec Femmes Leader du Maghreb et Tanitez-moi.
Elle réalise plusieurs documentaires dont Ouled Lenine en 2008, Ni Allah, ni maître ! renommé Laïcité, Inch'Allah ! en 2011, Même pas mal en 2012 et Nos seins, nos armes ! en 2013. 
En juillet 2011, six plaintes au pénal sont déposées contre elle en Tunisie à la suite de la diffusion de son film Laïcité, Inch'Allah ! ; elles ne sont classées sans suite que six ans plus tard, le 2 juin 2017. Faouzia Charfi note qu'un entretien de Nadia El Fani à la chaîne Hannibal TV à propos de son film Laïcité, Inch'Allah ! a été tronqué pour l'attaquer et « appeler à la haine ».
En 2013, elle co-réalise avec Caroline Fourest Nos seins, nos armes ! , un documentaire sur le mouvement Femen pour France 2. En novembre 2017, elle retourne en Tunisie pour présenter son film Même pas mal. En 2022, elle présente un nouveau film, Capitale parenthèse, où elle revient sur son expérience du confinement durant la pandémie de Covid-19.

### Anti-athéisme: appel à la violence
Laure Daussy, journaliste de Charlie Hebdo écrit à son sujet : « Nadia El Fani a été soutenue en France, mais elle a dû faire face à un autre ennemi des athées, surtout lorsque ce sont des "ex-musulmans" : des membres des Indigènes de la République avaient appelé à "lui casser la gueule". On n'en est pas encore à l'appel au meurtre comme au Bangladesh, mais le cœur y est. »

## Filmographie
- 1990 : Pour le plaisir (court métrage de fiction) - réalisation
- 1992 : Fifty-fifty, mon amour (court métrage de fiction) - réalisation
- 1993 : Femmes Leader du Maghreb (long métrage documentaire) - réalisation
- 1993 : Tanitez-moi (long métrage documentaire) - réalisation
- 1995 : Mon cœur est témoin (long métrage documentaire québéco-tunisien de Louise Carré) - production
- 1998 : Tant qu'il y aura de la pelloche (court métrage documentaire) - réalisation
- 2003 : Bedwin Hacker (long métrage de fiction) - réalisation, scénario et production
- 2005 : Unissez-vous, il n'est jamais trop tard !, pour la série de courts métrages Paris la métisse - réalisation
- 2007 : Ouled Lenine (long métrage documentaire) - réalisation
- 2011 : Laïcité, Inch'Allah ! (long métrage documentaire) - réalisation et production
- 2012 : Même pas mal (long métrage documentaire) - coréalisation (avec Alina Isabel Pérez) et scénario
- 2013 : Nos seins, nos armes ! (long métrage documentaire pour France 2 sur le mouvement Femen) - coréalisation (avec Caroline Fourest)
- 2016 : Avec ou sans (documentaire sur le Festival international de danse contemporaine de Marrakech)
- 2022 : Capitale parenthèse

## Distinctions
En 2011, elle reçoit le Prix national de la laïcité organisé par le Comité Laïcité République,.